# Подводные лодки типа «Ромоло»
Подво́дные ло́дки типа «Ромоло» (второе название — тип R) (итал. Romolo) — транспортные подводные лодки ВМС Италии периода Второй мировой войны. Проект разработан инженером В. Каваллини в 1943 году. Строились на верфях «Кантьери Риунити делль Адриатико» — Монфальконе (CRDA), «Този» — Таранто (ТТ), «Одеро-Терни-Орландо», Муджиано, Специя (ОТО М).
К 1943 году военная промышленность Германии и Италии испытывали нехватку многих стратегически важных материалов (вольфрам, олово, природный каучук и др.), которую можно было ликвидировать путём торговли с Японией. В условиях господства на море флота союзников, для проведения операций по доставке стратегических материалов наиболее подходили подводные лодки. Германия и Италия ранее отправляли свои боевые ПЛ в Японию с транспортными миссиями, но эти походы носили скорее экспериментальный характер и были нерегулярными.
Транспортные подводные лодки типа «Ромоло» были оборудованы четырьмя водонепроницаемыми грузовыми трюмами объёмом 610 кубических метров и могли принять на борт до 600 тонн груза, что значительно превышало возможности обычных боевых субмарин. Лодки имели частично двухкорпусную конструкцию и рабочую глубину погружения 100 метров. Оборонительное вооружение первоначально состояло из трёх 20-мм зенитных автоматов. Позже было решено оснастить лодки двумя 450-мм торпедными аппаратами, но на лодках вступивших в строй их не было.
В строй вступили только две лодки этого типа. ПЛ «Remo» была потоплена 15 июля 1943 года в заливе Таранто английской подводной лодкой «United». ПЛ «Romolo» потоплена возле Аугусты 18 июля 1943 года английской авиацией. Десять лодок (R3 — R12) к моменту выхода Италии из войны остались недостроенными и в разной степени готовности были отправлены на слом.